# 九条家本源氏物語系図
九条家本源氏物語系図（くじょうけ ほんげんじものがたり けいず）または九条家本源氏物語古系図（くじょうけほんげんじものがたりこけいず）は、源氏物語の登場人物を系図の形にして整理した「源氏物語古系図」の一つである。

## 概要
昭和時代初期に源氏物語の本文研究と古注集成のために多くの源氏物語系図を収集していた池田亀鑑のものとなって『源氏物語大成』の研究編及び資料編によって紹介されて広く知られるようになった。現在は東海大学桃園文庫の所蔵。現存部分の冒頭に「九條」なる蔵書印が押されており、かつて九条家のものであったと見られることから「九条家本」と呼ばれる。巻本1帖。字形・書風などから見て早くて平安時代末期、遅くとも鎌倉時代初期の書写と見られる。書写者を示すような記述は無く、一般的には「不明である」とされているが、池田亀鑑は「藤原長房」の可能性を指摘している。さまざまな理由から現存する源氏物語系図の中では最も書写時期が古く、形式や内容の面から見ても最も古い形を保っていると考えられている。

## 現存状況
最初と最後の部分が失われており、現存部分は光源氏（六条院）の途中からはじまり常陸介の系譜で終わっている。「九條」なる蔵書印は現存部分の冒頭に押されているため九条家のものとなる以前に欠けてしまったと考えられている。
このような状況であるため、本写本が本来どのような題名（外題・内題）が付けられていたのかも不明であり、序文や奥書があったのかどうかも不明である。さらには他の古系図において「前付」や「後付」などと呼ばれて系譜部分の前や後に付けられていることがある
- 系譜に挙げた人物を数え上げる記述
- 不入系図（系譜の明らかでない人物を個々に列挙したリスト）
- 源氏物語の巻名や巻序の説明（『源氏物語巻名目録』
- 詠歌の数を巻別や詠歌者別に数え上げる記述
- 源氏物語のおこりといったさまざまな源氏物語に関する言説

などがもともとはあったが欠けてしまったのか、それとも最初から無かったのかも不明である。

## 特徴
この「九条家本源氏物語系図」は以下のような特徴を持っている。

### 巻名
巻名については概ね現在でも一般的な巻名を使用しているが、「匂宮」については「かほる中将」という巻名を使用している。この「薫中将」という巻名は現在では見られないものの、鎌倉時代の注釈書である『奥入』や『弘安源氏論議』において「匂宮」巻の「別の呼び名」として記されており、旧注の時代には一定の範囲で使用されていたと見られる名称である。

### 人物の名称
人物の名称について、この九条家本では、現在一般的には「玉鬘」と呼ばれている人物を「夕顔尚侍」と、「雲居の雁」と呼ばれている人物を「夕霧大将北方」と、「宇治の中君」と呼ばれている人物を「故郷離るる中君」とそれぞれ呼んでいる。これらの呼び方は古系図の中でも九条家本に近い一部のものだけに見られる呼び方であり、これらの独特の呼称が見られるかどうかがその古系図が九条家本に近い「九条家本系統」に属するかどうかを判別する基準にもなっている。

### 母方の記述
人物記述において、母系を記述する際に「はゝ」と記してに後にその人物の母を記しているが、母系が不明なものについて「はゝ」とのみ記してその後に何も書かれていない人物がある。これ以後の成立と見られる多くの古系図では母系を記述している人物についてのみ「はゝ」と記してに後にその人物の母を注記しており、母方の不明な人物について「はゝ」とのみ記してその後に何も書かれていないような例が見られないことから、このような記述は九条家本が未完成ないし作成途中という性格を持っていることを示していると考えられている。

### 裏書
本古系図は、人物についての詳細を記した幾つかの「裏書」を持っている点が他の古系図に見られない特徴になっている。裏書きは多くの場合当該人物の記述の裏に記されている。明石中宮、朝顔齊院、紫上、薄雲齊院、夕顔尚侍（玉鬘）、朧月夜尚侍、明石上、空蝉については該当箇所の裏側に記されており、花散里についてのみ巻末近くの裏側に記されている。

### 引用されている本文
本古系図では、しばしば本文をほぼそのまま引用して人物に説明を加えているが、そこで引用されている源氏物語本文の系統は青表紙本でも河内本でもなく別本であり、中でも現存する写本の中では保坂本が最も近く、このような本文が当時一般的なものであったことをうかがわせるものとなっている。

### 記載されている人物の数
多くの源氏物語古系図を調査した常磐井和子は、「系図に収録されている系譜部分の人数が少ないほど古く原型に近いものである」とする法則を唱えた。本「九条家本古系図」は巻頭部と末尾に欠損があるためこの写本だけで確定的なことはいえないものの、現存部分の117人に欠損部分を近い系統の古系図で補うと133人から134人であると考えられるが、この人数はさまざまな古系図の中でも増補本系統と考えられる伝為定本の141人、為氏本の177人、実秋筆本の179人、天文本の189人、正嘉本の210人から214人（現存部分は202本であるが欠損部分があるため推定値）、後光厳院本の235人のいずれよりも少ない秋香台本古系図や帝塚山短大蔵本古系図の133人と並ぶ最も少ない人数であり、この点からも本古系図は最も原型に近いところにあると考えられている。

### その他
本系図には、他の古系図にしばしば見られる他本との校合の痕跡が全く見られない。これは本系図が作成されたときには参照されるような源氏物語の人物系図が存在しなかったことを意味するとして、このことが本写本を最も原初的な存在であることの根拠に一つになるとする見方もある。

## 九条家本系統
池田亀鑑はこの九条家本とこれに近い古系図の諸本を総称して「九条家本系統」と命名し、数多くの古系図の中でこの「九条家本系統」が最も古形を保っているとした。これに属するとされる古系図として以下のようなものが挙げられている。
- 秋香台本古系図[7]
- 伝二条為定筆本古系図[8][9]
- 三条西家本源氏物語古系図[10][11]
- 伝後京極良経筆本古系図[12][13]
- 伝藤原為家筆本古系図[14][15]
- 黒川真頼蔵本古系図[16][17]
- 帝塚山短大本古系図[18]

## 翻刻本等
翻刻本
- 池田亀鑑編著『源氏物語大成13：資料篇』中央公論社、1985年10月、157–177頁。ISBN 4-1240-2483-5。

影印本
- 東海大学桃園文庫影印刊行委員会編『源氏物語(宿木巻)・源氏物語系図』東海大学出版会〈東海大学蔵桃園文庫影印叢書第7巻〉、1991年8月。ISBN 4-486-01117-1。